# 中央军委后勤保障部政治工作局
中央军委后勤保障部政治工作局，位于北京市，是中央军事委员会后勤保障部下属局，负责该部的政治工作。

## 沿革
1950年7月，中央人民政府人民革命军事委员会卫生部政治部改为中央人民政府人民革命军事委员会总后方勤务部直属政治部。1953年11月25日，中央军委决定将总后方勤务部直属政治部和总后方勤务部卫生部政治部合并组成中央人民政府人民革命军事委员会总后方勤务部政治部。1954年10月，改称中国人民解放军总后方勤务部政治部。1960年10月，改称中国人民解放军总后勤部政治部。
1951年5月，原干部管理处升格为中央人民政府人民革命军事委员会总后方勤务部干部管理部。1952年9月改称中央人民政府人民革命军事委员会总后方勤务部干部部。历任部长为：杨立三（1951年2月—1952年10月）、李耀（1952年10月—1954年8月）、陈远波（1954年6月—1958年10月）。1958年10月，干部部并入政治部，称中国人民解放军总后方勤务部政治部干部部。
2013年11月起，经中央军委批准，分别在总政治部、总后勤部、总装备部、海军、空军、第二炮兵、武警部队等7个大单位设立军事新闻发言人。首任总后勤部新闻发言人为总后勤部政治部宣传部部长冯毅大校。
2016年改革前，中国人民解放军总后勤部政治部下设：办公室、干部部、组织部、宣传部、保卫部、纪律检查部等部门。
在深化国防和军队改革中，2016年1月中国人民解放军总后勤部撤销，组建中央军事委员会后勤保障部。中国人民解放军总后勤部政治部改组为中央军委后勤保障部政治工作局。冯毅少将出任该局首任局长。

## 机构设置
- 办公室[8]
- 干部处
- 宣传处[9]

……

## 历任主任
中央人民政府人民革命军事委员会总后方勤务部直属政治部主任
- 张树才（1950年7月—1952年9月）

中国人民解放军总后勤部政治部主任
- 李耀 中将（1953年12月—1956年10月13日，1955年5月起为总后副政委兼）
- 李雪三 中将（1956年10月13日—1960年8月14日，总后副政委兼）
- 卢南樵 少将（1960年8月14日—1967年11月24日）
- 戴金川（1969年9月28日—1971年9月30日，总后副政委兼）
- 刘立封（1972年5月24日—1975年8月30日）
- 白相国（1975年8月30日—1980年12月26日，总后第三副政委兼）
- 陈瑛（1980年12月26日—1985年3月9日，总后副政委兼）
- 王永生 少将（1985年7月—1991年12月）
- 杨德清 少将（1991年12月—1994年12月8日）
- 贾润兴 少将（1994年12月8日—2003年7月26日）
- 孙思敬 少将（2003年7月26日—2005年12月12日）
- 郭旭恒 少将（2005年12月12日—2009年7月）[10]
- 刘生杰 少将（2009年7月—2013年7月）
- 陶德平 少将（2014年—2016年）[11]

| 中央军委后勤保障部政治工作局主任 - 冯毅 少将（2016年—2017年） - 徐兴林 少將（2017年—） | 中央军委后勤保障部政治工作局副主任 - 苏林波 少将（2016年—） - 王德政 大校（2016年—） - 钟后宣 大校（2016年—） |